# Rheum globulosum
Rheum globulosum là một loài thực vật có hoa trong họ Rau răm. Loài này được Gage miêu tả khoa học đầu tiên năm 1908.